# Nuoto ai Giochi della IX Olimpiade - 1500 metri stile libero maschili
La competizione 1500 metri stile libero maschili di nuoto dei Giochi della IX Olimpiade si è svolta dal 7 al 9 agosto 1928 al Olympic Sports Park Swim Stadium di Amsterdam.

## Risultati

### Primo turno
Si disputò il 4 agosto. I primi due di ogni serie più il miglior tempo degli esclusi furono ammessi alle semifinali.
| Pos. | Concorrente        | Nazione     | Tempo   |
| ---- | ------------------ | ----------- | ------- |
| 1    | Austin Clapp       | Stati Uniti | 21'31"0 |
| 2    | Takaji Takebayashi | Giappone    | 22'30"4 |
| 3    | James Thompson     | Canada      | 22'56"6 |
| 4    | Giovanni Gambi     | Italia      |         |
| 5    | Jean Taris         | Francia     |         |

| Pos. | Concorrente       | Nazione       | Tempo   |
| ---- | ----------------- | ------------- | ------- |
| 1    | Nobuo Arai        | Giappone      | 21'35"4 |
| 2    | Giuseppe Perentin | Italia        | 21'42"4 |
| 3    | Dick de Man       | Paesi Bassi   | 23'03"2 |
| 4    | David Lindsay     | Nuova Zelanda |         |

| Pos. | Concorrente     | Nazione        | Tempo   |
| ---- | --------------- | -------------- | ------- |
| 1    | Katsuo Takaishi | Giappone       | 21'20"8 |
| 2    | Ray Ruddy       | Stati Uniti    | 22'12"0 |
| 3    | Václav Antoš    | Cecoslovacchia | 22'43"0 |

| Pos. | Concorrente      | Nazione   | Tempo   |
| ---- | ---------------- | --------- | ------- |
| 1    | Alberto Zorrilla | Argentina | 22'21"2 |
| 2    | Garnet Ault      | Canada    | 22'55"8 |

| Pos. | Concorrente            | Nazione     | Tempo   |
| ---- | ---------------------- | ----------- | ------- |
| 1    | Arne Borg              | Svezia      | 20'14"2 |
| 2    | Boy Charlton           | Australia   | 20'17"4 |
| 3    | Buster Crabbe          | Stati Uniti | 20'17"8 |
| 4    | Walter Handschuhmacher | Germania    | 22'18"6 |
| 5    | Taburan Tamse          | Filippine   |         |

### Semifinali
Si disputarono il 5 agosto. I primi tre di ogni serie ammessi alla finale.
| Pos. | Concorrente        | Nazione   | Tempo   |
| ---- | ------------------ | --------- | ------- |
| 1    | Arne Borg          | Svezia    | 20'42"0 |
| 2    | Alberto Zorrilla   | Argentina | 21'17"0 |
| 3    | Garnet Ault        | Canada    | 21'33"4 |
| 4    | Nobuo Arai         | Giappone  |         |
| -    | Takaji Takebayashi | Giappone  | DNF     |

| Pos. | Concorrente       | Nazione     | Tempo   |
| ---- | ----------------- | ----------- | ------- |
| 1    | Buster Crabbe     | Stati Uniti | 20'55"4 |
| 2    | Boy Charlton      | Australia   | 20'57"0 |
| 3    | Ray Ruddy         | Stati Uniti | 21'31"2 |
| 4    | Giuseppe Perentin | Italia      |         |

### Finale
Si disputò il 6 agosto.
| Pos.    | Concorrente      | Nazione     | Tempo   |
| ------- | ---------------- | ----------- | ------- |
| Oro     | Arne Borg        | Svezia      | 19'51"8 |
| Argento | Boy Charlton     | Australia   | 20'02"6 |
| Bronzo  | Buster Crabbe    | Stati Uniti | 20'28"8 |
| 4       | Ray Ruddy        | Stati Uniti | 21'05"0 |
| 5       | Alberto Zorrilla | Argentina   | 21'23"8 |
| 6       | Garnet Ault      | Canada      | 21'46"0 |